# گوی‌تپه (اسماعیل‌لی)
گوی‌تپه (به لاتین: Göytəpə) یک منطقه مسکونی در جمهوری آذربایجان است که در شهرستان اسماعیل‌لی واقع شده است. گوی‌تپه ۳۵۴ نفر جمعیت دارد.